# Famille de Gruyère
Pour les articles homonymes, voir Gruyère.
La famille de Gruyère est l'une des plus importantes familles nobles de la Suisse occidentale du XIe au XVIe siècle. 

## Histoire

### Origines
Les premiers membres de la famille semblent très probablement les personnalités mentionnées dans la Pancarte de Rougemont, datée de 1115, à l'origine de donations au prieuré de Rougemont, fondé entre 1073 et 1085, (voir ci-après). Il s'agit du comte Wilerius (Wilaire, mort vers 1115), son épouse Agathe (Agatha) et leurs trois fils, Guillaume (désigné également comme comte, en 1115), Raymond et Ulrich, chanoine de Lausanne. Le document indique également qu'Ulrich et son neveu Hugues participent à la première croisade (1095-1099).
L'acte de fondation de Rougemont (1115) mentionne deux comtes sans toutefois associer de terre à leur titre. L'analyse du document permet cependant de situer le siège de la seigneurie dans la haute vallée de la Sarine (actuel canton de Fribourg), à proximité de Château-d'Œx, qui relève alors du comté de Vaud. Les historiens considèrent ainsi qu'ils sont comtes d'Ogo (Ogoz) et qu'ils résident très probablement à Château-d'Œx. Cependant les chercheurs ne savent, en l'état actuel des connaissances, « si la seigneurie et le titre de comte étaient fondés sur des droits régaliens ou sur une usurpation ».
La première mention du patronyme Gruyère apparait avec Guillaume II, où il est qualifié de comes de Grueria (1144),. On le retrouve ensuite associé à Rodolphe Ier, Rodolfus de Grueres (vers 1157), dans un acte où le comte donne à l'abbaye de Haut-Crêt un alleu.
En raison de l'enchevêtrement de biens et de droits, entre les Gruyère, les Grandson et les Corbières, certains historiens considèrent que ces familles auraient une origine commune,.
Une tradition a voulu, par ailleurs, faire descendre les Gruyère du comte Turimbert, personnage du royaume de Bourgogne qui possédait des biens dans le pagus Ausicensis (Ogoz), vers l'an 900.

### Pancarte de Rougemont(1115) et premiers degrés
Le manuscrit dit Pancarte de Rougemont est une charte qui « énumère et résume les titres et droits afférent à des donations de terres, faites à des époques différentes et par des personnes différentes » (Werner, 1934).
Il mentionne comme bienfaiteurs du prieuré, « le comte Wilerius, ou Wilaire, de Gruyère, sa femme Agathe et ses enfants, ainsi que d'autres membres de sa famille, [faisant] don au monastère de Cluny du territoire de Rougemont » (Werner, 1934). Les chercheurs ont fait de ces personnalités les premiers membres de la famille de Gruyère.
Jusqu'en 1920, les chercheurs ne disposaient que d'une copie datant de 1500, le document original n'a été découvert que vers 1920, dans les archives du monastère. Les deux documents ne comportent pas de différence sur le fond, cependant lors de la retranscription de « nombreux noms propres de lieux ou de personnes ont été escamotés », d'où des propositions de filiations erronées avant cette date, notamment dans les travaux d'Hisely.
La charte mentionne également un autre comte, Willelmus, témoin en 1115, qui serait le fils de Wilerius.
Hisely, en raison du document de 1550, va transformer Wilerius (Wilaire) en Wilhelmus pour donner un seul personnage considéré, en français, comme Guillaume Ier, comte d'Ogoz,.

### Dynastie régionale
Les Gryuère contrôlent le Pays-d'en-Haut, qui se trouve sous la suzeraineté de l'empereur, mais aussi des comtes de Genève, bien que « plus ou moins effective ». Ils dominent ainsi un territoire compacte qui devient le comté de Gruyère, comprenant « la totalité de la haute vallée de la Sarine, de Gsteig à Broc et à La Tour-de-Trême. […] Territoire préalpin aux vastes forêts, […] né de défrichements ».
Le château principal de Gruyère (castrum Gruerie) est attesté en 1244. Il est installé sur une, à l'entrée de leurs terres.
Rodolphe IV obtient les seigneuries de Palézieux-Billens (1381), d'Oron-Attalens (1388), d'Aubonne et de Coppet (1393). Il obtient du roi des Romains (empereur) Venceslas, en 1396, le droit de battre monnaie.
Antoine (mort vers 1433/1434), cité comme comte, en 1404, et sans héritier, obtient de l'empereur Sigismond le droit de légitimer deux fils naturels : François Ier, qui lui succède, et Jean († apr. 1464), seigneur de Montsalvens.

### Branche de Montsalvens (Monsalvan)
La famille de Montsalvens (Monsalvan), mentionnée au cours du XIIe siècle, semble très probablement issue de la famille de Gruyère,. Seules trois générations sont connues par la documentation. La famille possède la seigneurie et le château, daté du XIIe siècle, qui leur a donné leur nom,.
Le premier seigneur, Pierre (mentionné entre 1162 et 1180), est le fils de Juliane de Glâne. Julianne est la sœur d'Agnès, qui a épousé le comte Rodolphe Ier. Næf (1944) ne mentionnait pas de père tout en considérant qu'il appartenait à une branche de la famille comtale de Gruyère. Hisely (1855) considérait que Julianne avait épousé un certain Guillaume, issu d'une branche cadette des Gruyère. Vial (2013) indique que l'on ne connait pas le nom du père, mais qu'il pourrait s'agir d'un frère du comte Rodolphe Ier.
Pierre est qualifié, dans accord avec l'évêque de Lausanne, Landri de Durnes, datée de 1177, de « miles de Montsalvant » (« chevalier de Montsalvan »). Il ne semble pas résider de manière continue au château de Montsalvens, qui semble être surtout une forteresse défensive, puisque vers 1162, il est mentionné avec sa mère, au château de Font, puis vers 1180, à Arconciel, qui semble tous deux être des biens maternels. Il signe aussi des actes au prieuré de Saint-Saphorin (en Lavaux) et à Hauterive.
Pierre épouse Pétronille d'Estavayer, de Conon d'Estavayer, prévôt du chapitre cathédral de Lausanne et d'Agnès, épouse du comte Pierre Ier, fils de Rodolphe Ier. Le coupe a un fils, Guillaume, qui meurt sans postérité,. Avec lui s'éteint la première maison Montsalvens. Les Gruyère, avec Rodolphe Ier (mort vers 1195/1196), hérite des biens, « preuve de liens étroits entre les deux familles », et surtout qu'aucune contestation n'a été constatée.
À partir du XIIIe siècle, la seigneurie devient l'apanage soit d'un cadet, soit de l'aîné de la famille comtale tant que son père est encore en vie. Elle est également le centre d'une châtellenie, avec une bannière militaire, du comté de Gruyère.

### Politique religieuse
Des membres de la famille sont à l'origine de fondations du prieuré de Rougemont, en 1104, de l'abbaye de Haut-Crêt, en 1134, de l'abbaye d'Humilimont (près de Marsens), en 1136, et de la Chartreuse de la Part-Dieu, en 1307.

### Entre Fribourg et les Savoie
Les Savoie s'implantent dans le Pays de Vaud à partir du XIIIe siècle. Les Gruyère entrent peu à peu dans le giron de la maison de Savoie, tout en gardant leur indépendance. En 1236, le comte Rodolphe III fait allégeance au comte de Savoie, Pierre II, puis en 1244, il se place sous suzeraineté savoyarde. Cette relation va se poursuivre jusqu'en 1536.
À la génération suivante, le comte de Gruyère, Pierre II, autorise le comte de Savoie, Philippe Ier, en lutte contre les Habsbourg, à occuper temporairement les forts de le Vanel, Œx, et de La Tour-de-Trême. Deux ans plus tard, le comte de Gruyère est autorisé par le comte Philippe Ier à renforcer les défenses de Montsalvens, à édifier des bâtiments et même un village,. Cette position permet de contrôler l'avancée des Habsbourg, les seigneurs locaux et les Fribourgeois. En 1277, dans le conflit opposant les différentes forces régionales, les Fribourgeois s'emparent de Montsalvens. Pierre II réussit toutefois à récupérer la place forte, en 1283.
Au XVe siècle, les comtes cherchent un équilibre entre les Savoie et les Confédérés. Le dernier comte, Michel de Gruyère, est en grandes difficultés financières. Il est reconnu comme un allié des Confédérés, en 1548. Fribourg obtient, en 1554, à la suite de son hypothéque, Corbières. Endetté Michel de Gruyère s'enfuie en Bourgogne. Ses alliés le déclare en faillite et Fribourg et Berne se partagent le comté de Gruyère.

## Armoiries
Les armes de la famille se blasonnent ainsi : de gueules à la grue passante d'argent.
La grue est utilisée la première fois sur par le comte Rodolphe III, en 1221, en 1227 et en 1233.

## Filiation
La filiation de la famille de Gruyère est certaine qu'à partir de 1115, date du manuscrit connu sous le nom de pancarte de Rougemont.
Cette présentation repose sur les travaux du philologue Jean-Joseph Hisely (1800-1866), auteur de Histoire du comté de Gruyère (3 vol., 1851-1857), et corrigée, pour les premiers degrés, à la suite de la découverte de la charte originale de la fondation du prieuré de Rougemont.
L'Institut fribourgeois d’héraldique et de généalogie, association de droit privé, a offert un tableau généalogique des comtes au château de Gruyères, présentant vingt comtes, du XIe au XVIe siècle, du comte Wilerius au comte Michel.
- Wilaire (Wilerius) († 1115), comte (entre 1073 et 1085), ∞ Agathe (Agatha).
  - Guillaume Ier, comte (1115).
    - Guillaume II, comte (1136-1144), seigneur de Marsen, premier à porter le nom de Gruyère.
      - Rodolphe Ier, comte (1145/1154-1195/1196). ∞ Agnès de Glâne.
        - Guillaume († apr. 1177).
        - Pierre Ier (vers 1162-† v. 1200), comte (1197). ∞ Clémence d'Estavayer (?), sans postérité.
        - Amédée († apr. 1177).
        - Agathe († apr. 1162).
        - Rodolphe II (vers 1170-† 1224), comte (1200-1224). ∞ (1197) Gertrude de Montagny (?)
          - Rodolphe III (1200-1269/1270), le Jeune, comte (1226-1269/70). ∞ (1) Colombe de Belmont (tige des Grandson) ; ∞ (2) Cécile, sans postérité ; ∞ (3) Guillemette, sans postérité.
            - Pierre II (1224-1302/1307), comte (1270). ∞ Ambrosie.
              - Pierre (avant 1267-1283), dit le Jeune, seigneur de Montsalvens. ∞ Guillemette de Grandson † apr. 1309[DHS 6], comtesse (1291).
                - Rodolphe († av. 1307), seigneur de Montsalvens et du Vanel. ∞ Contesson.
                  - Pierre IV (1307-1365/1366), dit Perrodus, comte (1342). ∞ (1) Marguerite de Corbières ; ∞ (2) Catherine de la Tour-Châtillon.
                    - (1) 3 filles : Isabelle, dame de Corbières, ∞ (1) Ebal de Belmont ; ∞ (2) Girard de Grammont - Agnès et Margueritte, ∞ Pierre de Châtillon.
                    - (2) une fille N.
                    - (2) Rodolphe IV, (1350-1403/1404), comte (1366). ∞ (1) Marguerite Alamandi/d'Aubonne-Alamandi ; ∞ (2) Marguerite de Grandson-Billens. 
                      - (1) Rodolphe († 1401), seigneur. ∞ Antoinette de Salins-la-Tour, dame de Vaugrenant et de Montferrand.
                        - Guillemette. ∞ Louis II de Poitiers, comte de Valentinois.
                        - Catherine. ∞ Pierre de Vergy († 1440), seigneur de Champvent.
                        - Jeanne. ∞ (1) Humbert de Groslée ; ∞ (2) Antoine d'Orchamps.
                        - Antoine (vers 1395-1433/1434), comte (1404). ∞ (1) Jeanne de Noyer. Sans postérité. (2) liaison avec N.N..
                          - (2) François Ier (1416/1418-† apr. mai 1475), légitimé, comte (1434), chef de la branche aînée. ∞ (1) Bonne Costa. (2) liaison avec Jaquette Pillamit.
                            - (1) Louis, comte (1475-1492/93). ∞ Claude ou Claudine de Seyssel.
                              - Georges († 1469, bas-âge).
                              - François II († 1498/1499, à l'âge de dix-sept ans), comte (1493-1498/99). Sans postérité.
                              - Hélène, dite Rose († 1522). ∞ Claude de Vergy. Sans postérité.
                              - (nés hors mariage) Jean, Perronette, Claude et Marie.

                            - (1) François III ((† 1500), comte (1499-1500).
                            - (2) Mamert, prieur de Broc. Liaison avec Catherine Cottier, deux filles et quatre fils, dont :
                              - Adrien, prieur de Broc (1529/30-1538).
                              - Jérôme, prieur de Broc (1548).

                            - (fille naturelle) Jeanne. ∞ Girard V de Vuippens.

                          - (2) Jean († apr. 1464), légitimé, seigneur de Montsalvens. ∞ (1447) Perronette de Blonay (mort en 1455/59), dame de Sales et de Vaulruz.
                            - Jean Ier (1455-1514), seigneur de Montsalvens, comte (1500).
                              - Jean II, seigneur de Montsalvens, comte (1500). ∞ (1, 1504) Marguerite de Vergy (morte avt 1525), dame d'Aubonne ; (2, 1527) Catherine de Monteynard.
                                - (1) Françoise (morte après le 20 mai 1559), ∞ (1534) Charles de Challant(-Fénis-Châtillon) (mort en 1556/57).
                                - (1) Michel (avt 1539-1576), seigneur de Montsalvens, comte (1539-1554). ∞ Madeleine de Miolans (de Montmayeur).
                                - (1) François († 1550), seigneur d'Aubonne.
                                - (enfant illégitime) Jean.

                              - Jacques, seigneur de Montsalvens.
                              - Bonne (morte en 1506/13), ∞ (1499) François de Gingins, seigneur du Châtelard.
                              - (enfant illégitime) Jean († 1569), curé.
                              - (enfant illégitime) Pierre (v.1500-1577), religieux.

                          - (2) (non légitimé) Antoine (attesté entre 1462 et 1502), seigneur d'Aigremont. ∞ (1464) Jeanne de Saliceto. 
                            - tige des Gruyère-Aigremont

                      - (1) Marie. ∞ François d'Oron.
                      - (2) François († apr. 1388), co-seigneur d'Oron. ∞ Isabelle de Vallaise. Sans postérité.

                    - (2) Jean, seigneur de Montsalvens
                    - (2) Pierre, prieur de Rougemont (1361/1365-1368).
                    - (2) Eléonore († apr. 1386). ∞ Aimon de Billens
                    - (2) Luquète († apr. 1375). ∞ Pierre de Neuchâtel-Aarberg († 1367), comte d'Aarberg.

                  - Jean Ier, seigneur de Montsalvens (1307-1369/1373), comte (1342). ∞ (1) Isabelle d'Aarberg/Arberg ; ∞ (2, 1359) Marguerite de Billens ; ∞ (3, vers 1363) Marguerite d'Oron, dame de Blonay.
                  - Mermette. ∞ Henri/Heinrich de/von Strätlingen.

                - Pierre III, comte (1307). ∞ Catherine de/von Weissenbourg. Sans postérité.
                - Agnès, dame d'Illens et Arconciel. ∞ Nicolas d'/von Englisberg.

              - Jeannette, ∞ Guillaume de Grandson († 1335), qui se remarie en Angleterre.
              - Pierrette/Pétronille
              - Colombe.

            - Bernard.
            - Guillaume (av. 1227-1272), chanoine de Lausanne (1233).
            - Agnès, dame, puis prieure. ∞ Rodolphe/Raoul († apr. 1285), seigneur de Grésy (branche de Faucigny-Grésy).
            - Beatrix.
            - Julianne.

          - Pierre, abbé d'Hauterive (1251-1257).
          - Beatrix. ∞ Aymon de Blonay, chevalier.

    - Rabold (Raboldus), seigneur de Marsen.
    - Thorin.
    - Joran.

  - Raymond.
  - Ulrich, chanoine de Lausanne, qui participe à la première croisade.

## Personnalités

### Comtes de Gruyère
- 1073, 1085 : Wilerius, comte.
- 1115 : Guillaume Ier, comte, fils du précédent.
- 1136 - 1144 : Guillaume II, fils du précédent, comte de Gruyère.
- 1145 - 1196 : Rodolphe Ier, fils de du précédent.
- 1197 - ap.1200 : Pierre Ier, fils du précédent.
- 1200 - 1224 : Rodolphe II, dit l'Aîné, frère du précédent.
- 1226 - 1270 : Rodolphe III, dit le Jeune, fils du précédent.
- 1270 - 1302/1307 : Pierre II, dit l'Aîné,  fils du précédent. Guillemette de Grandson, régente du comté à partir de 1290/1291[DHS 6].
- 1307 - 1342 : Pierre III, petit-fils du précédent.
- 1342 - 1366 : Pierre IV, neveu du précédent,
administre le comté avec son frère Jean Ier de Montsalvens[10]
- 1366 - 1404 : Rodolphe IV, fils de Pierre IV.
- 1404 - 1434 : Antoine, petit-fils du précédent.
- 1434 - 1475 : François Ier, fils naturel du précédent.
- 1475 - 1492/93 : Louis, fils du précédent.
- 1493 - 1498 : François II, second fils du précédent.
- 1499 - 1500 : François III, fils cadet de François Ier.
- 1500 - 1514 : Jean Ier, descendant du second fils d'Antoine
- 1514 - 1539 : Jean II, fils du précédent.
- 1539 - 1554 : Michel, fils du précédent.

### Personnalités laïques
- Rodolphe, le jeune († 1401), co-seigneur d'Oron, seigneur de Montsalvens et de Vaugrenant, bailli du Valais et gouverneur des châteaux de Sion.

### Personnalités religieuses
- Pierre, abbé d'Hauterive (1251-1257).
- Agnès de Gruyère († v. 1277), fondatrice et première prieure (1268-1277) de Notre-Dame-de-Bellevaux[DHS 8].
- Pierre de Gruyère, prieur de Rougemont (1361/1365-1368)[DHS 2].
- Mamert de Gruyère († apr. 1523), prieur de Broc[DHS 9].
  - Adrien et Jérôme, ses fils naturels, lui succèdent (1529/1530-1538, 1548).
- Bastianne, fille naturelle de Jean II, prieure d'Estavayer (1542-1551/1552).
- Pierre de Gruyère (v.1500-1577), prieur de Rougemont (1538-1555) et de Broc (1550-1577), chanoine de Lausanne dès 1545, vicaire général pour le comté de Gruyère (1546-1577).

### Dictionnaire historique de la Suisse
1. 1 2 3 4  Adriano Boschetti-Maradi, « Gruyère (comté, district) » dans le Dictionnaire historique de la Suisse en ligne, version du 10 décembre 2013.
2. 1 2 3 4 5 6 7 8 9 10 11 12 13 14 15  Ernst Tremp Traduction : Florence Piguet, « Gruyère (de) » dans le Dictionnaire historique de la Suisse en ligne, version du 5 novembre 2009.
3. ↑  Ernst Tremp / WW, « Corbières (seigneurie) » dans le Dictionnaire historique de la Suisse en ligne, version du 11 juillet 2013.
4. 1 2 3 4 5 6 7  Jean-Claude Vial, « Montsalvens (de) » dans le Dictionnaire historique de la Suisse en ligne, version du 4 juillet 2013.
5. 1 2 3 4  Jean-Claude Vial, « Montsalvens » dans le Dictionnaire historique de la Suisse en ligne, version du 4 juillet 2013.
6. 1 2 3  Ernst Tremp Traduction : Françoise Senger, « Guillemette de Grandson » dans le Dictionnaire historique de la Suisse en ligne, version du 11 janvier 2018.
7. 1 2 3 4  Ursula Birchler Traduction : Florence Piguet, « Michel de Gruyère » dans le Dictionnaire historique de la Suisse en ligne, version du 10 décembre 2013.
8. ↑  Kathrin Utz Tremp Traduction : Florence Piguet, « Agnès de Gruyère » dans le Dictionnaire historique de la Suisse en ligne, version du 23 janvier 2007.
9. ↑  Germain Hausmann, « Mamert de Gruyère » dans le Dictionnaire historique de la Suisse en ligne, version du 24 mai 2004.

### Autres sources
1. 1 2 3 4 5 6 7  P Æbischer, « La pancarte de Rougemont de 1115 », Revue historique vaudoise, no 28,‎ 1920 (lire en ligne).

N.N., « Observation sur la pancarte de Rougemont de
1115 », Revue d'histoire suisse, no 4,‎ 1924, p. 352-362 (lire en ligne).

Robert Werner, « La pancarte de Rougemont de 1115 », Revue historique vaudoise, no 42,‎ 1934, p. 193-213 (lire en ligne).
2. 1 2 3 4 5 6 7 8 9 10 11  Henri Næf, « Montsalvan : une famille et son château », Annales fribourgeoises, no 32,‎ 1944, p. 1-17 (lire en ligne).
3. ↑  Albert-Marie Courtray, « La filiation commune des maisons de Grandson, de Gruyère et de Corbière », Annales fribourgeoises, no 30,‎ 1942, p. 97-106 (lire en ligne).
4. 1 2 3 4 5 6  Pierre Zwick (ancien Professeur à l'École d'ingénieurs de Fribourg et Président de l'Institut fribourgeois d'héraldique et de généalogie), « Le chaînon manquant de la généalogie des comtes de Gruyère », Généalogie suisse : annuaire, no 40,‎ 2013 (lire en ligne).
5. 1 2  Hisely 1851-1857, vol.10, p. 9.
6. ↑  Hisely 1851-1857, vol.10, p. 34-35.
7. 1 2 3 4 5  Henri Næf, « Montsalvan : une famille et son château », Annales fribourgeoises, no 32,‎ 1944, p. 33-48 (lire en ligne).
8. ↑  Vevey 1922, p. 74.
9. ↑  « Les comtes de Gruyère ont leur arbre généalogique », La Gruyère,‎ 18 juillet 2012 (lire en ligne).
10. ↑  Tous deux portent le titre de comte mais Pierre y ajoute celui de « chef de famille » ; dans les chartes Pierre porte le titre de Petrus comes et dominus Gruerie tandis que Johannod s'intitule Johannes comes Gruerie, dominus de Montsalvens.

### Études récentes
- Bernard Andenmatten, « Les comtes de Gruyère », Patrimoine fribourgeois, no 16,‎ 2005, p. 6-15.
- Bernard Andenmatten, « La famille comtale : une dynastie seigneuriale aux ambitions princières », dans Christophe Mauron et Isabelle Raboud-Schüle (dir.), La Gruyère dans le miroir de son patrimoine, vol. 5, t. 3, Editions Alphil, 2011 (ISBN 978-2-940235-82-7), chap. 10, p. 10-17.
- Pierre Zwick, « Dossier : Les comtes de Gruyère. Les origines d’une longue dynastie. La grue, de l’ornithologie à l’héraldique. Des comtes et des contes », Passé simple, no 16,‎ mai 2017.

### Études anciennes
- Albert-Marie Courtray, « L'Ogo physique et politique et l'origine des comtes de Gruyère [suite] », Annales fribourgeoises, no 26,‎ 1938, p. 19-24 (lire en ligne).
- Albert-Marie Courtray, « L'Ogo physique et politique et l'origine des comtes de Gruyère [suite et fin] », Annales fribourgeoises, no 26,‎ 1938, p. 55-64 (lire en ligne).
- Marcelle Despond, Les comtes de Gruyère et les guerres de Bourgogne, Fragnière Frères, 1925, 109 p..
- Ernst Diener, Manuel généalogique pour servir à l'histoire de la Suisse, vol. 2, Zurich, Societe suisse d'heraldique / Imprimerie Schulthess, 1900-1902.
  - « Les dynastes. t.1 », 1908.
  - « Dynastes et ministériaux (Hoher und niederer Adel). t.2 », 1900.
- D.L. Galbreath, « Sigillographie des comtes de Gruyère [suite et fin] », Archives héraldiques suisses, no 37,‎ 1923, p. 145-159 (lire en ligne).
- Jean-Joseph Hisely (publiés par la Société d'histoire de la Suisse romande), Histoire du comté de Gruyère, précédée d'une introduction et suivie d'un cartulaire, vol. 3, G. Bridel, coll. « Mémoires et documents », 1851-1857 (réimpr. 1994) :
  - « Volume 9 », 1851.
  - « Volume 10 », 1855.
  - « Volume 11 », 1857.
- Hubert de Vevey, « Les armoiries des comtes de Gruyère », Archives héraldiques suisses, no 36,‎ 1922, p. 73-84 (lire en ligne).
- Hubert de Vevey, « Les armoiries des comtes de Gruyère [fin.] », Archives héraldiques suisses, no 37,‎ 1923, p. 49-57 (lire en ligne).